# Вотерфорд Юнайтед
ФК «Вотерфорд Юнайтед» (ірл. Cumann Peile Phort Láirge Aontaithe) — ірландський футбольний клуб з міста Вотерфорд, заснований у 1930 році. Виступає у Прем'єр-лізі. Домашні матчі приймає на Регіональному спортивному комплексі, потужністю 5 500 глядачів.

## Виступи в єврокубках
| Сезон   | Змагання                     | Раунд | Суперник          | Вдома | На виїзді | В сукупності |
| ------- | ---------------------------- | ----- | ----------------- | ----- | --------- | ------------ |
| 1966–67 | Кубок Європейських чемпіонів | ПР    | Форвертс Берлін   | 1–6   | 0–6       | 1–12         |
| 1968–69 | Кубок Європейських чемпіонів | 1Р    | Манчестер Юнайтед | 1–3   | 1–7       | 2–10         |
| 1969–70 | Кубок Європейських чемпіонів | 1Р    | Галатасарай       | 2–3   | 0–2       | 2–5          |
| 1970–71 | Кубок Європейських чемпіонів | 1Р    | Гленторан         | 1–0   | 3–1       | 4–1          |
| 1970–71 | Кубок Європейських чемпіонів | 2Р    | Селтік            | 0–7   | 2–3       | 2–10         |
| 1972–73 | Кубок Європейських чемпіонів | 1Р    | Омонія            | 0–2   | 2–1       | 2–3          |
| 1973–74 | Кубок Європейських чемпіонів | 1Р    | Уйпешт            | 2–3   | 0–3       | 2–6          |
| 1979–80 | Кубок володарів кубків       | 1Р    | Гетеборг          | 1–1   | 0–1       | 1–2          |
| 1980–81 | Кубок володарів кубків       | 1Р    | Гіберніанс        | 4–0   | 0–1       | 4–1          |
| 1980–81 | Кубок володарів кубків       | 2Р    | Динамо Тбілісі    | 0–1   | 0–4       | 0–5          |
| 1986–87 | Кубок володарів кубків       | 1Р    | Бордо             | 1–2   | 0–4       | 1–6          |

Примітки
- ПР: Попередній раунд
- 1Р: Перший раунд
- 2Р: Другий раунд